# Sune och Tant Tonåring
Sune och Tant Tonåring är den tjugonde boken i Suneserien av Anders Jacobsson och Sören Olsson och utkom den 15 september 2003.

## Bokomslaget
Bokomslaget visar Sune och Anna.

## Handling
Sunes storasyster Anna är i puberteten-tonåren. Sune har tyckt hon var snäll och gullig, och förr kunde hon även berätta sagor, men nu är hon mest sur och blir arg för minsta småsak, vrålar som ett monster, intresserar sig bara för killar och sitt utseende. Hon äter mycket pizza, och sover hela dagarna. Sunes föräldrar förklarar att det är puberteten, som om det vore normalt. Alla måste gå igenom den, även Sune, fast han inte tänker gå med på det.
Sune gör vad han kan för att allt skall bli som förr. Först försöker han skrämma bort Annas kille Billy, som bara vill hångla med Anna, samt äter upp allt som finns i kylskåpet.
När Sune vill vara hjälpsam blir han hotad av Anna. Anna bjuder familjen på mat, och meddelar att hon blivit vegetarian.
Senare stannar familjens bil, Ville Volvo, och det bär av till bilaffären där pappa vill ha den bästa och samtidigt billigaste bilen.

### Fotnoter
1. ↑  ”Sune och tant Tonåring” (på engelska). Worldcat. 11 mars 2003. https://www.worldcat.org/title/sune-och-tant-tonaring/oclc/185960247&referer=brief_results. Läst 29 mars 2015.